# 許斐遯斎
許斐 遯斎（このみ とんさい、天明2年（1782年） - 弘化2年2月3日（1845年3月10日）は、江戸時代後期の儒学者、教育者。名は氏苗。通称は金次郎、のち三吉。遯斎はその号。

## 経歴
福岡藩士として筑前国に生まれる。竹田定矩(復斎)、定夫(梧亭)兄弟に学ぶ。
寛政10年（1798年）福岡藩の藩校修猷館の教官となる。
弘化2年（1845年）死去。福岡市の徳栄寺に葬られる。